# Ronde van Spanje 1992
| Eindklassement      |                          |             |
| Algemeen klassement | Tony Rominger            | 96h 14' 50" |
| Tweede              | Jesús Montoya            | + 1' 04"    |
| Derde               | Pedro Delgado            | + 1' 42"    |
| Vierde              | Marco Giovannetti        | + 5' 19"    |
| Vijfde              | Federico Echave          | + 5' 34"    |
| Zesde               | Laudelino Cubino         | + 6' 24"    |
| Zevende             | Fabio Parra              | + 7' 24"    |
| Achtste             | Raúl Alcalá              | + 12' 50"   |
| Negende             | Francisco Javier Mauleón | + 15' 14"   |
| Tiende              | Steven Rooks             | + 18' 57"   |
| Puntenklassement    | Djamolidin Abdoesjaparov | 157 punten  |
| Tweede              | Tony Rominger            | 137 punten  |
| Derde               | Jelle Nijdam             | 129 punten  |
| Bergklassement      | Carlos Hernández         | 194 punten  |
| Tweede              | Tony Rominger            | 148 punten  |
| Derde               | Julio César Cadena       | 116 punten  |

De 47e editie van de Ronde van Spanje werd verreden in 1992 en begon op 27 april en duurde tot 17 mei. Deze ronde bestond uit 21 etappes.
De Zwitser Tony Rominger van CLAS - Cajastur werd de eindwinnaar van deze editie. Hij nam de leiderstrui in de 19e etappe van de Spanjaard Jesús Montoya, die deze 12 dagen om de schouders had gedragen. Montoya werd tweede in het eindklassement. Rominger werd tevens tweede in het puntenklassement achter de Oezbeek Djamolidin Abdoesjaparov en tweede in het bergklassement achter de Spanjaard Carlos Hernández. Verder won hij twee etappes, waaronder de tijdrit in de 19e etappe, waarmee hij de gouden trui veroverde.
De eerste etappe, een korte individuele tijdrit, werd gewonnen door de Nederlander Jelle Nijdam, die daarmee de gouden trui veroverde en deze ook in de tweede etappe met succes verdedigde. De Nederlander Steven Rooks behaalde de tiende plaats in de algemene eindrangschikking.
De Spaanse ploeg Amaya Seguros werd winnaar van het ploegenklassement.
- Aantal ritten: 21 (inclusief een ploegentijdrit in etappe 2b)
- Totale afstand: 3395,0 km
- Gemiddelde snelheid: 35,275 km/h

## Belgische en Nederlandse prestaties

### Belgische etappezeges
- Er waren drie Belgische etappezeges in deze Ronde van Spanje, Edwig Van Hooydonck won de zesde etappe in Benicasim, Johan Bruyneel de 12e in Burgos en Eric Vanderaerden de 17e etappe in Salamanca.

### Nederlandse etappezeges
- Jelle Nijdam won de eerste etappe, Jean-Paul van Poppel won twee etappes, de 3e in Córdoba en de 5e in Gandia. Verder won Erik Breukink de zevende etappe (een individuele tijdrit over 49,5 km) in Oropesa del Mar en Tom Cordes de 16e etappe in León.

## Etappe-overzicht
| Etappe | Datum    | Van - naar                                  | Km                | Etappewinnaar            | Klassementsleider    |
| ------ | -------- | ------------------------------------------- | ----------------- | ------------------------ | -------------------- |
| 1      | 27 april | Jerez de la Frontera                        | 9,2 Ind. tijdrit  | Jelle Nijdam             | Jelle Nijdam         |
| 2a     | 28 april | San Fernando - Jerez de la Frontera         | 135,5             | Djamolidin Abdoesjaparov | Jelle Nijdam         |
| 2b     | 28 april | Arcos de la Frontera - Jerez de la Frontera | 32,6 pl. tijdrit  | Gatorade - Chateau D'ax  | Pello Ruiz Cabestany |
| 3      | 29 april | Jerez de la Frontera - Córdoba              | 205               | Jean-Paul van Poppel     | Pello Ruiz Cabestany |
| 4      | 30 april | Linares - Albacete                          | 229               | Djamolidin Abdoesjaparov | Pello Ruiz Cabestany |
| 5      | 1 mei    | Albacete - Gandía                           | 213,5             | Jean-Paul van Poppel     | Pello Ruiz Cabestany |
| 6      | 2 mei    | Gandía - Benicasim                          | 202,8             | Edwig Van Hooydonck      | Pello Ruiz Cabestany |
| 7      | 3 mei    | Alquerías del Niño Perdido - Oropesa        | 49,5 Ind. tijdrit | Erik Breukink            | Jesús Montoya        |
| 8      | 4 mei    | Lleida - Pla de Beret                       | 240,5             | Jon Unzaga               | Jesús Montoya        |
| 9      | 5 mei    | Viella - Luz Ardiden                        | 144               | Laudelino Cubino         | Jesús Montoya        |
| 10     | 6 mei    | Luz-Saint-Sauveur - Sabiñánigo              | 196               | Julio César Cadena       | Jesús Montoya        |
| 11     | 7 mei    | Sabiñánigo - Pamplona                       | 162,9             | Djamolidin Abdoesjaparov | Jesús Montoya        |
| 12     | 8 mei    | Pamplona – Burgos                           | 200,1             | Johan Bruyneel           | Jesús Montoya        |
| 13     | 9 mei    | Burgos – Santander                          | 178,3             | Roberto Torres           | Jesús Montoya        |
| 14     | 10 mei   | Santander - Lagos de Covadonga              | 213,4             | Pedro Delgado            | Jesús Montoya        |
| 15     | 11 mei   | Cangas de Onís - Alto del Naranco           | 163               | Francisco Javier Mauleón | Jesús Montoya        |
| 16     | 12 mei   | Oviedo - León                               | 162               | Tom Cordes               | Jesús Montoya        |
| 17     | 13 mei   | León - Salamanca                            | 200,6             | Eric Vanderaerden        | Jesús Montoya        |
| 18     | 14 mei   | Salamanca - Ávila                           | 218,9             | Enrico Zaina             | Jesús Montoya        |
| 19     | 15 mei   | Fuenlabrada                                 | 37,9 Ind. tijdrit | Tony Rominger            | Tony Rominger        |
| 20     | 16 mei   | Collado Villalba - Segovia                  | 188,3             | Tony Rominger            | Tony Rominger        |
| 21     | 17 mei   | Segovia – Madrid                            | 175               | Djamolidin Abdoesjaparov | Tony Rominger        |

 winnaars · rode trui · 
 puntenklassement · 
 bergklassement · 
 combinatieklassement · 
 jongerenklassement · 
 ploegenklassement · 
 strijdlust

 Belgische leiderstruidragers · etappewinnaars

 Nederlandse leiderstruidragers · etappewinnaars
1935 · 1936 · 1937 · 1938 · 1939 · 1940 · 1941 · 1942 · 1943 · 1944 · 1945 · 1946 · 1947 · 1948 · 1949 · 1950 · 1951 · 1952 · 1953 · 1954 · 1955 · 1956 · 1957 · 1958 · 1959 · 1960 · 1961 · 1962 · 1963 · 1964 · 1965 · 1966 · 1967 · 1968 · 1969 · 1970 · 1971 · 1972 · 1973 · 1974 · 1975 · 1976 · 1977 · 1978 · 1979 · 1980 · 1981 · 1982 · 1983 · 1984 · 1985 · 1986 · 1987 · 1988 · 1989 · 1990 · 1991 · 1992 · 1993 · 1994 · 1995 · 1996 · 1997 · 1998 · 1999 · 2000 · 2001 · 2002 · 2003 · 2004 · 2005 · 2006 · 2007 · 2008 · 2009 · 2010 · 2011 · 2012 · 2013 · 2014 · 2015 · 2016 · 2017 · 2018 · 2019 · 2020 · 2021 · 2022 · 2023 · 2024 · 2025